# Stöde
Stöde is een plaats in de gemeente Sundsvall in het landschap Medelpad en de provincie Västernorrlands län in Zweden. De plaats heeft 543 inwoners (2005) en een oppervlakte van 118 hectare. De plaats ligt aan de rivier de Ljungan. De plaats ligt ongeveer 40 kilometer ten westen van de stad Sundsvall.

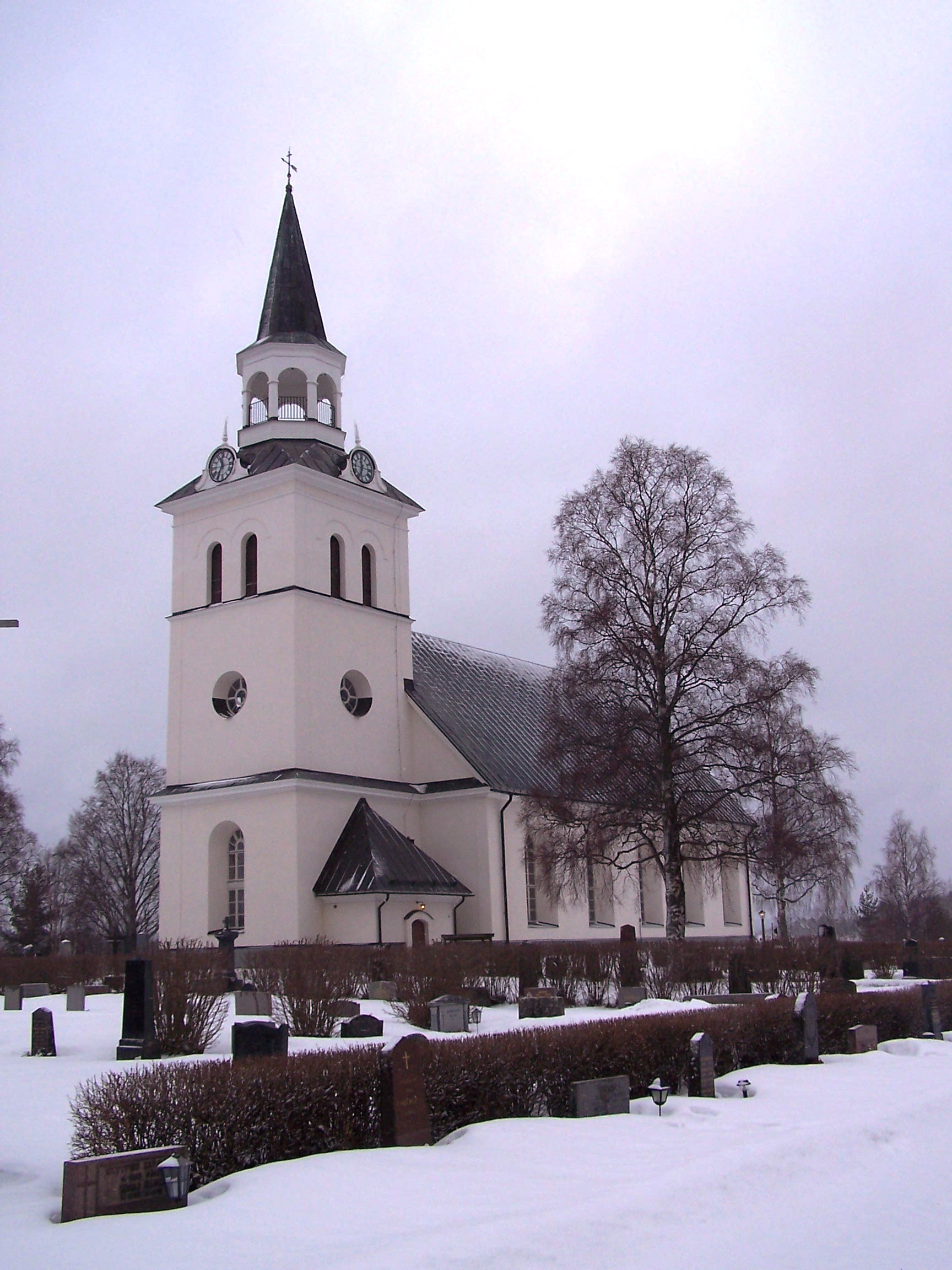
Kerk van Stöde
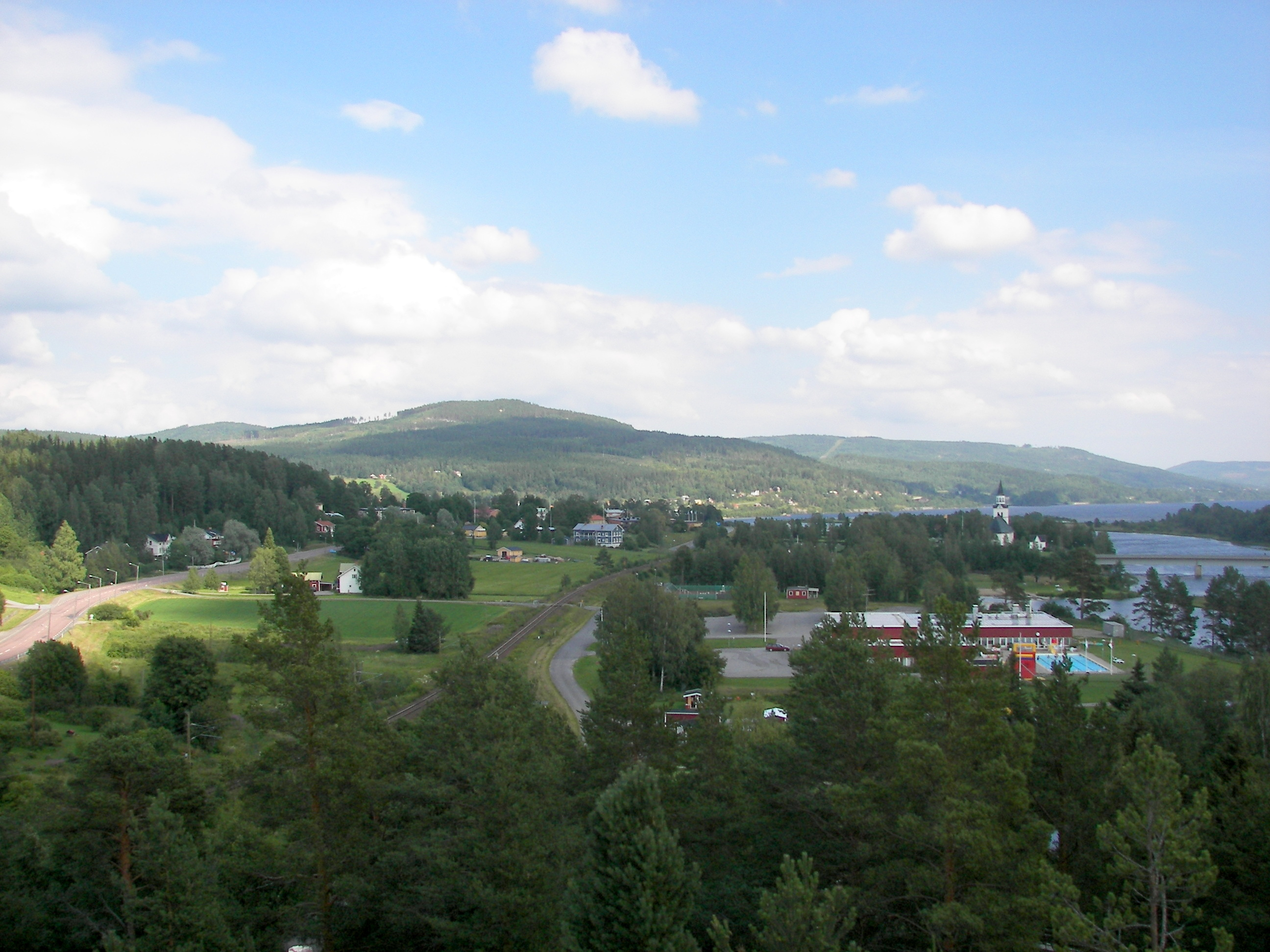
Stöde

## Verkeer en vervoer
Bij de plaats lopen de E14 en Länsväg 305.
De plaats heeft een station aan de spoorlijn Storlien - Sundsvall.